# Imbrasia sonthonnaxi
Imbrasia sonthonnaxi är en fjärilsart som beskrevs av Gustav Weymer 1906. Imbrasia sonthonnaxi ingår i släktet Imbrasia och familjen påfågelsspinnare. Inga underarter finns listade i Catalogue of Life.